# Mulmholk

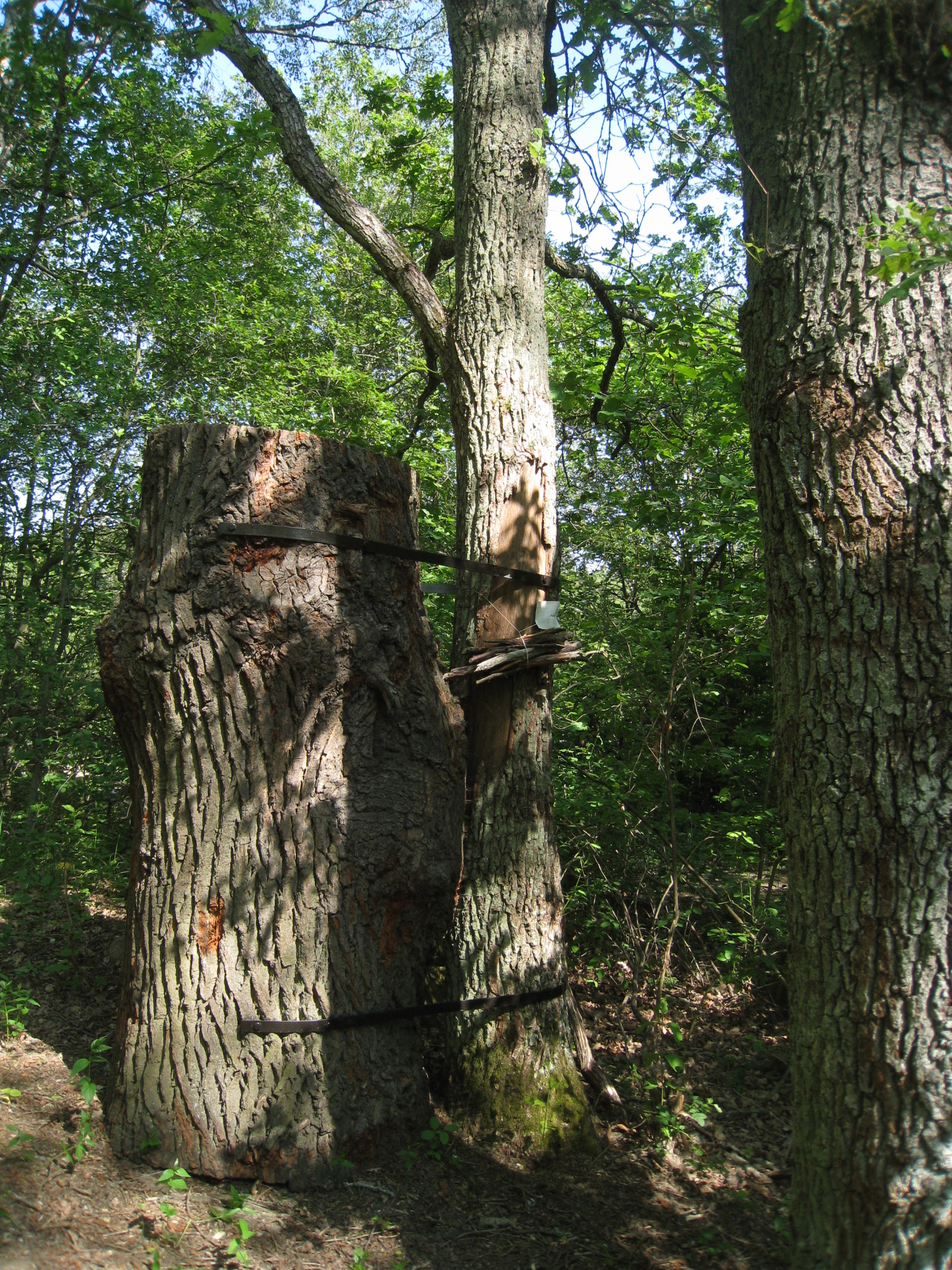
Mulmholk i Judarskogens naturreservat i Bromma, Stockholm.

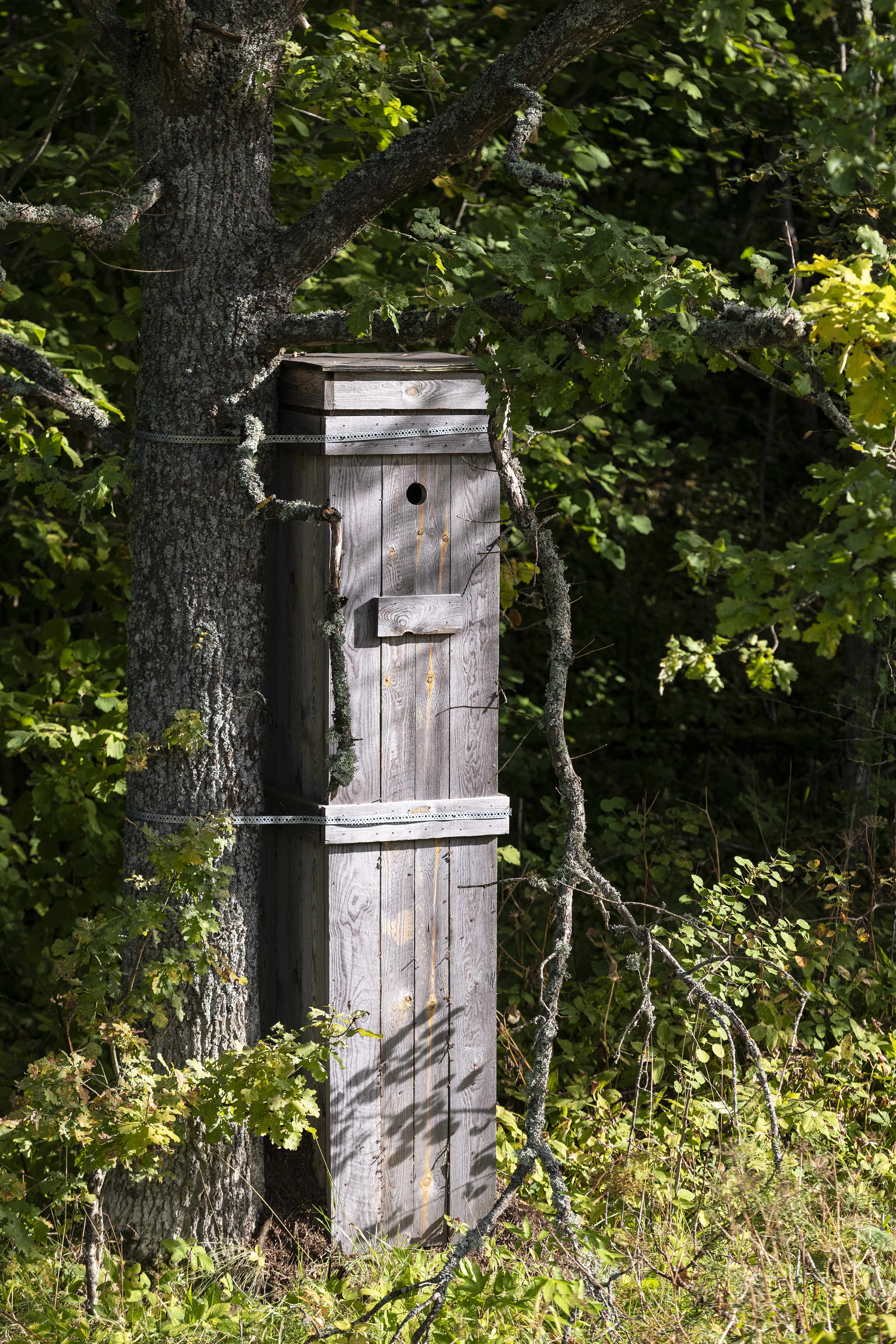
Mulmholk i Tinnerö eklandskap, Linköpings kommun.

En mulmholk är en låda liknande en fågelholk men avsedd för insekter. Holken är fylld med sågspån, löv och ibland även annat material som påverkar näringshalt och fuktighetsförhållanden. Syftet är att efterlikna förhållanden i trädhåligheter. I håligheterna förekommer ofta mulm, som utgör livsmiljö för en mängd specialiserade småkryp, framför allt skalbaggar. Många av dessa arter är hotade. Att skapa ny livsmiljö i form av ihåliga träd tar ett par hundra år om träden saknas, men med hjälp av mulmholkar kan man skapa lämpliga livsmiljöer för många av dessa arter inom ett par år. Mulmholkar kan därför användes som ekologisk kompensation. Ett mycket stort antal vedinsektsarter kan leva i mulmholkar, men en hel del av de mest specialiserade mulmdjuren gör inte det. Till skillnad från ett ihåligt träd, som kan fortleva under sekler, utgör mulmholkarna livsmiljö under något decennium. Man har också använt mulmholkar i vetenskapliga experiment.